# Aldo Bobadilla
Aldo Antonio Bobadilla Ávalos (ur. 20 kwietnia 1976 w Pedro Juan Caballero) – piłkarz paragwajski grający na pozycji bramkarza.

## Kariera klubowa
Bobadilla urodził się w mieście Pedro Juan Caballero. Piłkarską karierę rozpoczął w klubie Cerro Porteño. W 1997 roku zadebiutował w jego barwach w Primera División, a już w 1998 roku był pierwszym bramkarzem klubu przejmując schedę po Danilo Acevalu, który odszedł do Unión Santa Fe. Swój jedyny sukces z Cerro Porteño Bobadilla osiągnął w 2001 roku, kiedy to wywalczył mistrzostwo Paragwaju. Wcześniej dwukrotnie w latach 1998 i 1999 dochodził do półfinałów Copa Libertadores, jednak w nich paragwajski zespół odpadał kolejno z Barceloną i Deportivo Cali. W Cerro Porteño Aldo wystąpił w 198 ligowych spotkaniach. Grał tam do końca 2004 roku.
Na początku 2005 roku Bobadilla wyjechał do Argentyny i został zawodnikiem klubu Gimnasia y Esgrima La Plata. Tam występował tylko przez pół roku i zajął z nim 7. miejsce. Latem powrócił do ojczyzny i został zawodnikiem Club Libertad. W 2006 roku po raz drugi w karierze został wicemistrzem Paragwaju, a także wystąpił w półfinale Copa Libertadores. Latem 2006 przeszedł do jednego z czołowych klubów w Ameryce Południowej, Club Atlético Boca Juniors. W sezonie 2006/2007 został wicemistrzem fazy Apertura oraz Clausura. Następnie przeszedł do kolumbijskiego Independiente Medellín.
| Sezon   | Klub                        | Kraj      | Rozgrywki           | Mecze | Bramki |
| ------- | --------------------------- | --------- | ------------------- | ----- | ------ |
| 1996    | Cerro Porteño               | Paragwaj  | Primera División    | 0     | 0      |
| 1997    | Cerro Porteño               | Paragwaj  | Primera División    | 6     | 0      |
| 1998    | Cerro Porteño               | Paragwaj  | Primera División    | 25    | 0      |
| 1999    | Cerro Porteño               | Paragwaj  | Primera División    | 0     | 0      |
| 2000    | Cerro Porteño               | Paragwaj  | Primera División    | 34    | 0      |
| 2001    | Cerro Porteño               | Paragwaj  | Primera División    | 31    | 0      |
| 2002    | Cerro Porteño               | Paragwaj  | Primera División    | 36    | 0      |
| 2003    | Cerro Porteño               | Paragwaj  | Primera División    | 13    | 0      |
| 2004    | Cerro Porteño               | Paragwaj  | Primera División    | 35    | 0      |
| 2004/05 | Gimnasia y Esgrima La Plata | Argentyna | Primera División    | 19    | 0      |
| 2005    | Club Libertad               | Paragwaj  | Primera División    | ?     | 0      |
| 2006    | Club Libertad               | Paragwaj  | Primera División    | 15    | 0      |
| 2006/07 | Boca Juniors                | Argentyna | Primera División    | 19    | 0      |
| 2007    | Independiente Medellín      | Kolumbia  | Copa Mustang        | 9     | 0      |
| 2008    | Deportivo Rionegro          | Kolumbia  | Categoría Primera B |       |        |

## Kariera reprezentacyjna
W reprezentacji Paragwaju Bobadilla zadebiutował 28 kwietnia 2004 roku w zremisowanym 0:0 towarzyskim meczu z Koreą Południową. W 2006 roku został powołany przez Aníbala Ruiza do kadry na Mistrzostwa Świata w Niemczech. Z Paragwajem nie wyszedł z grupy, a już w 8. minucie pierwszego spotkania, przegranego 0:1 z Anglią zastąpił kontuzjowanego Justo Villara i do końca turnieju był pierwszym bramkarzem Paragwajczyków. Zagrał w przegranym 0:1 spotkaniu ze Szwecją i wygranym 2:0 z Trynidadem i Tobago.